# Gewone Catechismus
De Gewone Catechismus bestaat uit honderd vragen en antwoord over het christelijk geloof. Het document is in 2019 uitgegeven door KokBoekencentrum.

## Indeling
Zoals de meeste catechismi bestaat ook de Gewone Catechismus uit vier onderdelen: de geloofsbelijdenis (het Apostolicum), het gebed (het Onze Vader), de geboden (de Tien Geboden) en de sacramenten (Doop en Avondmaal). De eerste vraag die gesteld wordt is 'Waarin vind jij je geluk?' en de laatste zinsnede luidt: ‘Als Jezus komt, is ons geluk volkomen.’

## Auteurs
De Gewone Catechismus is geschreven door de christelijke gereformeerde predikant en hoogleraar Arnold Huijgen, de hervormde predikant Theo Pleizier en de gereformeerd-vrijgemaakte theoloog Dolf te Velde. Deze drie protestants gereformeerde auteurs schrijven in hun voorwoord dat ze geprobeerd hebben om wat voorbij te gaan aan de verschillen tussen christenen en die verschillen niet groter te maken dan ze zijn. Ze hopen dat deze tekst christenen samenbrengt, rond de kern van het geloof. Vandaar de naam 'gewone' catechismus.

## Kritiek
In de (christelijke) pers kreeg de Gewone Catechismus de aandacht vanwege het standpunt dat wordt ingenomen over het ontstaan van de schepping. De schrijvers spreken zich namelijk niet uit tegen de evolutietheorie.